# Herrerieae
Herrerieae je tribus cvjetnica iz porodice šparogovki, dio potporodice Agavoideae. Sastoji se od 3 roda sa 12 vrsta, jedna sa Madagaskara, a ostale iz Južne Amerike

## Rodovi
1. Herreria Ruiz & Pav. (8 spp.)
2. Herreriopsis H.Perrier (1 sp.)
3. Clara Kunth (3 spp.)

## Sinonimi
- Herreriaceae Kunth[1]